# 奥古斯特·库别兹克
奥古斯特·库比席克（德語：August Kubizek，1888年8月3日—1956年10月23日），奥地利指挥家，阿道夫·希特勒青年時期的好友。被希特勒昵称为“古斯塔夫（Gustl）”。1953年他出版了一本名叫《阿道夫·希特勒，我青年時期的朋友》（德語：Adolf Hitler, mein Jugendfreund）的回忆录，尽管这本回忆录被部分历史学家批评是将《我的奋斗》中的部分章节和自己的回忆结合起来，导致对历史的叙述并不准确，但作为研究青年时代希特勒的唯一一手史料，他的回忆录仍然具有重要意义。

## 早年
1888年8月3日，库比席克出生于奥地利林茨，是一支苏台德德意志人家族的后裔 。他的父亲是一名裱糊匠，母亲是马掌匠的私生子:2。她的三个妹妹玛利亚、特蕾莎和卡洛琳都在幼年夭折。后来库比席克写道，他和希特勒命运中的独特相像之处就在于此，作为悲痛欲绝的母亲唯一幸存的孩子，库比席克和希特勒认为自己就像民族传承受到严重威胁的幸存者，而他们在某种程度上感觉身负重任:3。
1904年万圣节前后，库比席克在林茨的歌剧院抢占站位时与希特勒相识:7-8。由于对歌剧（特别是理查德·瓦格纳）和艺术有着同样的热情，他们很快成为了挚友:15。1907年，希特勒的母亲克拉拉·希特勒在临终前，曾对库比席克这样说道：“古斯塔夫，就算我不在了，也永远做我儿子的好朋友吧。他再也没有别人了。”库比席克眼中含泪答应了她，并与希特勒一同参加了她的葬礼:135-136。尽管库比席克总有一天应该继承父亲的裱糊匠工场，但他在私下里却梦想成为一名指挥家。在希特勒的鼓励之下，他把越来越多的热情和时间投入到这一爱好当中。在林茨，他已经学到了所有该学的东西，老师们也赞同他投身音乐，但只有在维也纳才能接受高等音乐教育:139。当时，还不到18岁的希特勒说服了库比席克的父亲，让他的儿子离开作坊，去维也纳音乐学院进修:21。正如同库比席克所写：“这一转折对我的生命具有决定意义”。

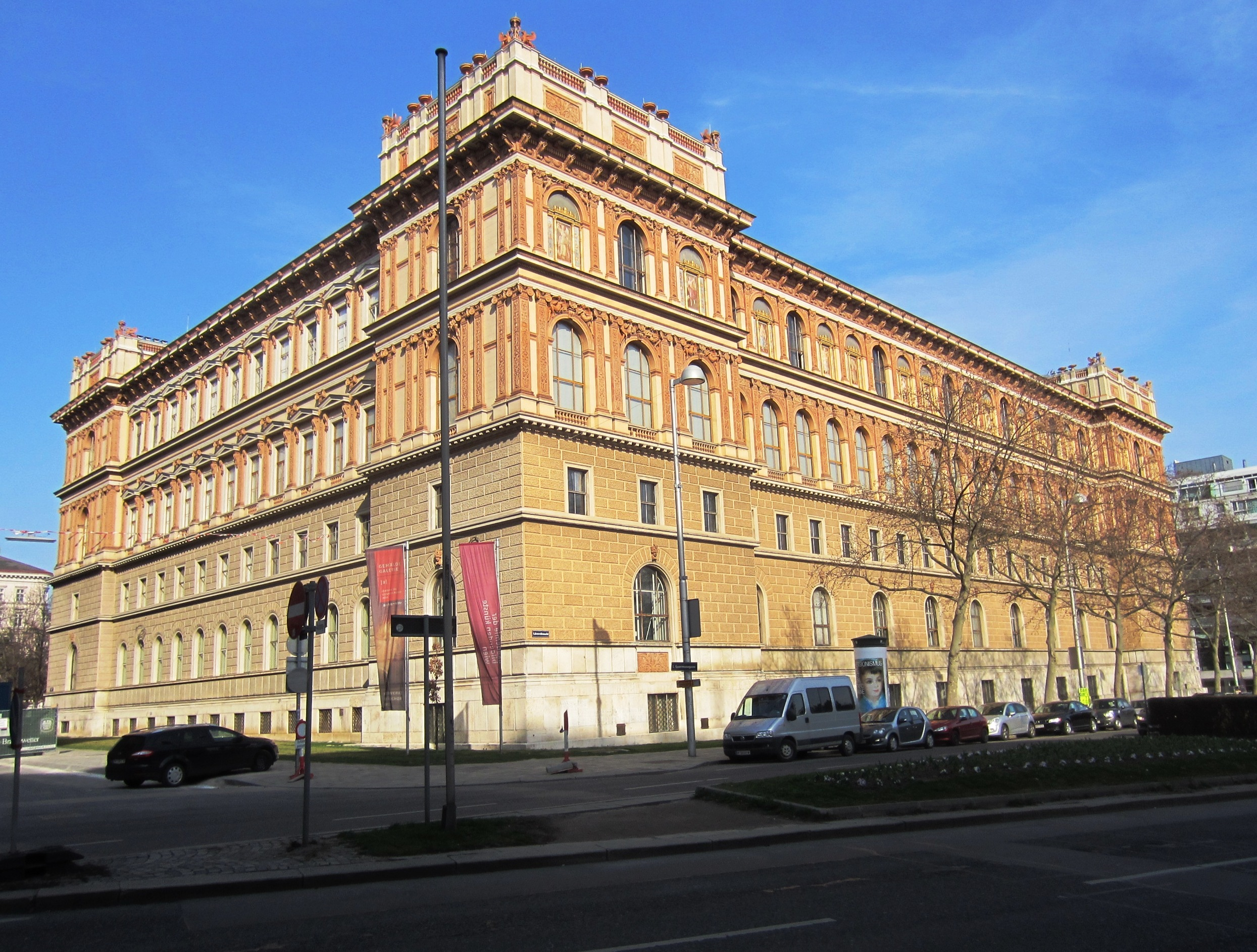
維也納美術學院

在维也纳求学期间，他和希特勒成为了室友，两个人共同住在施图泊大街29号3楼的17号房间中:152。他立即被维也纳音乐学院录取，并很快出人头地。而希特勒却两次被维也纳美术学院拒收，他对库比席克隐瞒这一真相很长时间。1908年7月后，希特勒突然断绝了友谊，与库比席克分道扬镳，在此之前，库比席克始终是希特勒唯一的朋友。
1912年，库比席克从维也纳音乐学院毕业，被聘请为奥匈帝国马尔堡市（现斯洛文尼亚马里博尔，一個德意志人為主體的城市）剧院的第二指挥:254。1914年，库比席克被介绍到克拉根福的歌剧院担任指挥家，但这份工作和他的音乐生涯都因第一次世界大战的爆发而不了了之。在整个一战期间，库比席克在奥匈帝国陆军步兵团第2连担任预备役人员，1915年冬天，他在匈牙利的艾派尔耶什（现斯洛伐克普雷绍夫）受伤，被转送到布达佩斯疗伤。在战争接近尾声时，库比席克第二次上了前线，当时他在维也纳的一个汽车队里服役:255。

## 納粹時期

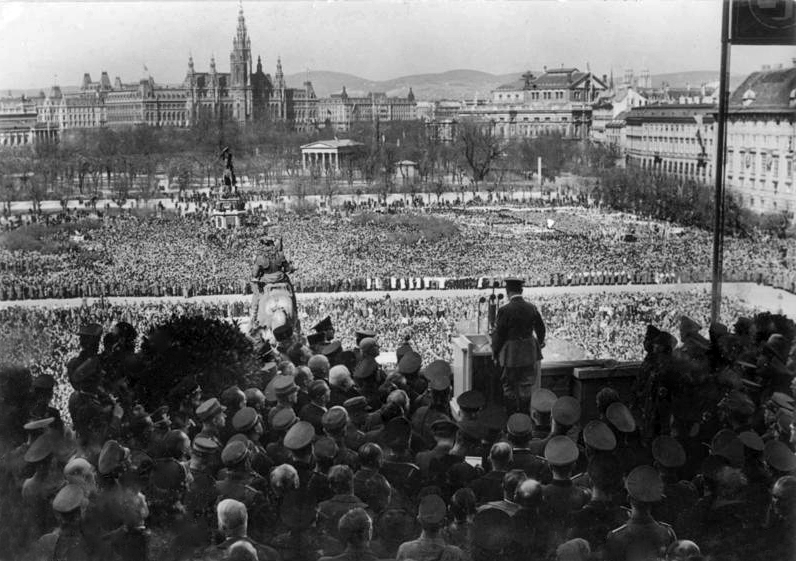
1938年3月15日，德奧合併後希特勒在维也纳英雄廣場发表演说

一战结束后，库比席克接受了艾弗丁地方委员会的信任票提议，成为了一名艾弗丁市的地方秘书，而音乐则成为了他的爱好:255。在二十年代，库比席克在《慕尼黑画报》上看到了希特勒的照片，从而对他朋友在分别后的事业产生了一些兴趣:256。而直到1933年1月30日希特勒成为德国总理时，他才寄去了一封祝贺希特勒实现早年梦想的信。8月4日，库比席克收到了希特勒给老朋友“古斯塔夫”的回信，在信中写道:258：
|                     | 亲爱的库比席克： 今天我刚刚看到你的来信，上面日期为2月2日。1月份以来，我陆续收到成千上万封来信，所以请你理解。这么多年以来，我第一次知道你的生活情况和地址，自然非常高兴。我很愿意——如果度过眼前紧张忙碌的时期——和你一起回忆美好的过去时光。如果有可能，希望你能来我这里。祝你和你的母亲一切顺利。 |
| ——你的阿道夫·希特勒 | |

1938年德奥合并后，希特勒回到林茨发表演讲，在当地宾馆里，库比席克再次见到了已经高居元首之位的希特勒，并与其展开了近一个小时的私人会话:260。1939年7月，希特勒再次写信给库比席克，邀请他参加7月25日的瓦格纳音乐节，库比席克与希特勒一同观看了歌剧，并参观了幻想和平之屋和瓦格纳之墓:267-272。1940年，二战爆发后，库比席克再次收到了瓦格纳音乐节的入场券，7月23日，他与希特勒道别，这也是他最后一次见到希特勒:272-276。
1942年，德国的上级官员们表示，在战争的生死关头，每个人都必须表明自己的立场。一生回避政治的库比席克加入了国家社会主义德国工人党，以表示对他朋友的忠心。1943年，他被希特勒任命为地区户籍局长。

## 戰後
1945年12月，库比席克将希特勒在年轻时送给他的纪念物和信件藏在家中的地下室里，第二天，他便被盟军逮捕并关押在格拉森巴赫看守所，并接受了美军长达16个月的调查:278。当被问到“为什么你见到他的时候不打算杀他？”时，他回答说“因为他是我的朋友。”:279。尽管他的家被搜查，但青年希特勒给库比席克的信件和图纸还是没有被发现。库比席克最终于1947年4月8日获释。
1953年，库比席克出版了自己的回忆录《阿道夫·希特勒，我青年時期的朋友》（德語：Adolf Hitler, mein Jugendfreund），該書在全世界范围引起了巨大轰动，后来被译为多种文字。在结束语中，库比席克写道：
|  | 我是一个远离政治的人，那个时代在1945年已经永远地结束了。正如同我不愿认同那个时代，所以，没有任何势力可以强迫我，逼我否认和阿道夫青年时期的友谊。 |

库比泽克的第二任妻子兼遗孀波琳（Pauline，1906-2001年）为斯托克出版社1975年第四版的回憶錄提供了更多照片。
1956年10月23日，库比席克在艾弗丁去世，享年67岁。

## 相关人物
- 約瑟夫·格萊納（1886—1971）奧地利作家，曾經與青年阿道夫·希特拉同住。希特勒维也纳时代的见证人。
- 賴因霍爾德·哈尼施（1884—1937）奧地利移民工人，曾經與青年阿道夫·希特拉一同做生意。希特勒维也纳时代的见证人。

### 引用
1. ↑   戴维·M·克罗 著 《大屠杀：根源、历史与余波》
2. ↑  The Life and Death of Adolf Hitler, Robert Payne, p.45
3. 1 2 3 4 5 6 7 8 9 10 11 12 13 14 15 16 17 18  奥古斯特·库比席克 著 、纪永滨 杨菁 译. . 西安: 陕西人民出版社. 2014-12-01. ISBN 978-7-224-11287-0.
4. ↑  William L. Shirer in The Rise and Fall of the Third Reich (p. 14) The letter is dated 4 August
5. ↑  Adolf Hitler, mein Jugendfreund - August Kubizek  (1953) & (2002) ISBN 3-7020-0971-X, ISBN 3-7020-0213-8, English translation: Young Hitler, the Story of Our Friendship  (1955) & (1976)
6. ↑   （英语）.